# Asset Management Association Switzerland
Die Asset Management Association Switzerland (bis zum 25. September 2020 Swiss Funds & Asset Management Association SFAMA, bis zum 30. Juni 2013 Swiss Funds Association SFA) ist die Branchenorganisation der Schweizer Asset Management Industrie.

## Geschichte
Die Asset Management Association Switzerland wurde 1992 mit Sitz in Basel gegründet und zählt heute rund 200 Mitglieder. Sie ist aktives Mitglied der europäischen Investmentvereinigung European Fund and Asset Management Association (EFAMA) und der weltweit tätigen International Investment Funds Association (IIFA).

## Ziele und Strategie
Die Asset Management Association Switzerland will die Schweiz als führendes Asset Management Zentrum mit hohen Standards für Qualität, Performance und Nachhaltigkeit stärken. Dabei unterstützt sie ihre Mitglieder, die Schweizer Asset Management Industrie weiter auszubauen und langfristig Wert für die Anleger zu schaffen. 

## Mitglieder
Der Verband steht allen Fondsleitungen, Vertretern ausländischer kollektiver Kapitalanlagen und Asset Managern kollektiver Kapitalanlagen offen, unabhängig von ihrem Domizil und ihrer Branchenzugehörigkeit. Sie unterscheidet zwischen Aktiv- und Passiv-Mitglied.

## Organisation
Zusammen mit der SIX Swiss Exchange hat sie die Tochtergesellschaft Swiss Fund Data AG, die eine Fondsinformationsplattform betreibt.
Die Organe der Asset Management Association Switzerland sind die Generalversammlung, der Vorstand, die Geschäftsstelle und die Fachausschüsse. Die Generalversammlung ist das oberste Organ. Die ordentliche Generalversammlung findet einmal jährlich, eine ausserordentliche auf Beschluss des Vorstandes statt. Der aus höchstens elf Mitgliedern bestehende Vorstand wird von der Generalversammlung für jeweils drei Jahre gewählt. Er wählt seinerseits aus seiner Mitte den Präsidenten und den Vizepräsidenten. Der Vorstand legt die Verbandsstrategie fest. 
Die Geschäftsstelle in Basel setzt die Verbandsstrategie sowie die Einzelbeschlüsse um. Sie ist Kompetenzzentrum für Mitgliederauskünfte sowie professioneller Gesprächspartner für Behörden, Verbände, Politiker, Medien und die Öffentlichkeit. Die Fachausschüsse erarbeiten die Grundlagen für die Entscheidungsfindung. Derzeit hat die Asset Management Association Switzerland neun Fachausschüsse (Alternative Investments, ETF & indexierte Anlagen, Immobilienfonds, Processes & Operations, Recht & Compliance, Recht & Compliance Asset Management, Risk Management, Steuern sowie Vertrieb & Marketing).